# Dunărea Galați în sezonul 1975-1976
Sezonul 1975-1976  este primul sezon în liga a-II-a după retrogradarea din 1974-1975, dar chiar și în aceste condiții echipa promovează fără probleme în liga I, meritul îl are fără discuții Gheorghe Nuțescu. 

## Echipă
| Nr. |         | Poziție | Jucător           |
| --- | ------- | ------- | ----------------- |
| -   | România | P       | Ilie Hagioglu     |
| -   | România | F       | Ion Morohai       |
| -   | România | F       | Constantin Țolea  |
| -   | România | F       | Ioan Ghircă       |
| -   | România | F       | Eugen Stoicescu   |
| -   | România | F       | Ioan Nicu         |
| -   | România | F       | Irimia Popescu    |
| -   | România | M       | Viorel Haiduc     |
| -   | România | M       | Ene Aret          |
| -   | România | M       | Nicolae Burcea    |
| -   | România | M       | Costel Orac       |
| -   | România | M       | Tudorel Stoica    |
| -   | România | M       | Enache            |
| -   | România | A       | Constantin Bezman |
| -   | România | A       | Sorin Balaban     |
| -   | Grecia  | A       | Iorgos Pantazis   |
| -   | România | A       | Vochin            |
| -   | România | A       | Ion Ionică        |
| -   | România | A       | Leonida Nedelcu   |
| -   | România | A       | Mircea State      |

## Transferuri

### Sosiri
| Post | Jucător | De la echipa | Suma de transfer | Dată |  | ---- |
| ---- | ------- | ------------ | ---------------- | ---- |  | ---- |

### Plecări
| Post | Jucător | De la echipa | Suma de transfer | Dată |  | ---- |
| ---- | ------- | ------------ | ---------------- | ---- |  | ---- |

Clasamentul după 34 de etape se prezintă astfel:

## Seria II

### Rezultate
| Victorii | Egaluri | Înfrângeri | Cea mai mare victorie | Cea mai mare înfrangere |

### Sezon intern
| 1 | FC Petrolul Ploiești | FCM Galați               |  | 1-2       |
| 2 | FCM Galați           | FC Petrolul Ploiești     |  | 3-2       |
| 3 | FCM Galați           | CFR Cluj                 |  | 1-0 (0-0) |
| 4 | FCM Galați           | Jiul Petroșani           |  | 1-0 (0-0) |
| 5 | FCM Galați           | ASA Târgu Mureș          |  | 2-0 (1-0) |
| 6 | FCM Galați           | FC Universitatea Craiova |  | 1-0 (0-0) |
| 7 | Steaua București     | FCM Galați               |  | 1-0 (0-0) |